# Chillicothe (Iowa)
Chillicothe város az USA Iowa államában, Wapello megyében. Lakosainak száma 76 fő (2020. április 1.).

## Népesség
A település népességének változása:
| Lakosok száma | 211  | 97   | 76   |
|               | 1870 | 2010 | 2020 |